# Gabriel van Oordt

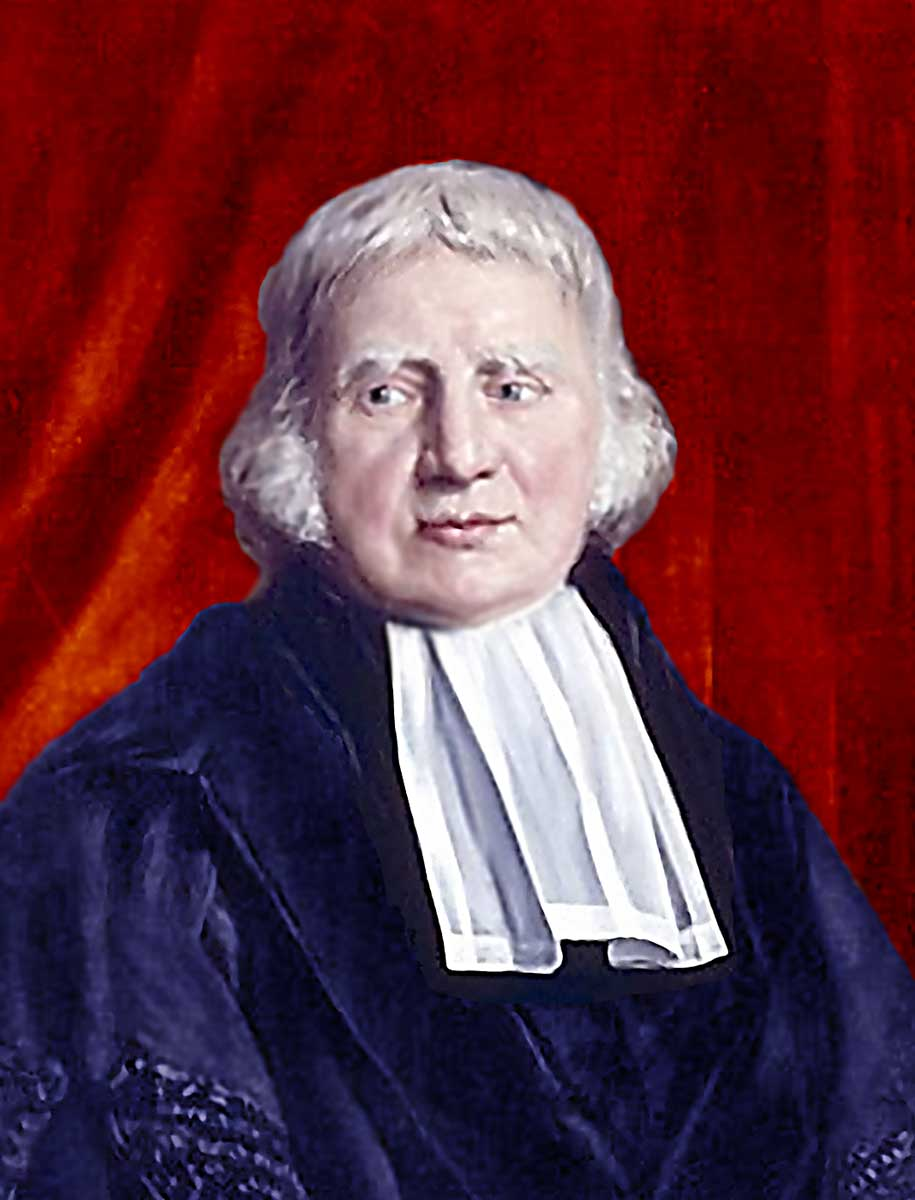
Gabriel van Oordt

Gabriel van Oordt (auch: Gabriël van Oordt; * 24. September 1757 in Rotterdam; † 16. November 1836 ebenda) war ein niederländischer reformierter Theologe.

## Leben
Der Sohn des Zuckerfabrikanten Hendrik van Oordt (* 4. Juni 1710 in Middelburg; † 24. Juni 1805 in Rotterdam) und der Wilhelmina von Charante (27. April 1723 in Rotterdam; † 2. Oktober 1802 ebenda) hatte das Gymnasium in seiner Heimatstadt besucht. Hier hatte er sich mit den klassischen Sprachen beschäftigt und wurde besonders von Gerard Johan Nahuys (1738–1781) gefördert, der damals als Pfarrer nach Rotterdam gegangen war und dem eine Professur der Philosophie und Moral am Rotterdamer Gymnasium übertragen wurde. Am 15. Juni 1775 immatrikulierte er sich als Student der Theologie an der Universität Leiden. Hier blieb er sieben Jahre und setzte danach seine Studien an der Universität Utrecht fort. In Utrecht besuchte er zwei Jahre lang die Vorlesungen an der philosophischen Fakultät bei Johann Friedrich Hennert und Johannes Theodorus Rossijn. 
Sein prägender theologischer Lehrer wurde in jener Zeit Gisbert Bonnet. Nachdem er am 1. Juni 1784 eine Probepredigt abgelegt hatte, wurde er im Folgemonat nach als Pfarrer Oegstgeest berufen. Am 16. September 1787 wechselte er in gleicher Eigenschaft nach Vlissingen und ab April 1789 war er als solcher in Haarlem tätig. Nachdem er eine Berufung als Gymnasialprofessor in Haarlem und als Pfarrer in Middelburg ausgeschlagen hatte, beriefen ihn die Kuratoren der Utrechter Hochschule am 22. Mai 1804 zum Professor der Theologie. Zu diesem Zweck wurde er von Jodocus Heringa Eliza’s zoon am 4. Oktober 1804 zum Doktor der Theologie promoviert und übernahm das ihm angetragene Amt am 11. Oktober 1804 mit der Rede De juvenis animis ad Christianum ministerium formanis, Doctoris Christianiae religionis academici officio cum praecipuo, tum gravissimo ac praestantissimo. In seinen Vorlesungen behandelte er die Dogmatik, die Exegese, Symbolik und legte in der Ausbildung der Pfarrer Augenmerk auf katechetische und homiletische Übungen. 
Er beteiligte sich auch an den organisatorischen Aufgaben der Hochschule und war 1809/10 Rektor der Alma Mater. Oordt hatte schwierige Zeiten in der Utrechter Hochschule erlebt. Als diese am 16. Oktober 1815 geschlossen wurde, konnte man es erreichen, dass sie am 6. November 1815 wieder ihre Pforten öffnen konnte und er zu diesem Anlass eine Lehrrede veröffentlichte. Als 1822 ein neues Gesetz über die Hochschulbildung in den Niederlanden eingeführt wurde, konnte er seinen Lehrstuhl nicht mehr behalten. Man hatte ihm zwar einen Lehrstuhl für Natur und Moral angeboten, jedoch sein gesundheitlicher Zustand ließ die Übernahme dieser Aufgabe nicht zu. Daher verzichtete er auf seinen Lehrstuhl, wurde 1823 emeritiert und zog sich von der Hochschullehrertätigkeit ins Privatleben zurück. Oordt von dem keine weiteren Schriften überliefert sind, war dann noch gelegentlich für die Niederländische Missionsgesellschaft und die Niederländische Bibelgesellschaft tätig. Die letzten Jahre seines Lebens verbrachte er auf sein Landgut in Leuvenum, gab hier noch Religionsunterricht und half bei der Gründung einer Schule.
Oordt war zwei Mal verheiratet. Seine erste Ehe schloss er mit Henrietta Maria Vosmaer (* 1752; † 9. November 1815 in Utrecht), der Witwe von Jan Jacob Momma. Seine zweite Ehe ging er 23. August 1821 mit Anna Geertruijd Jacoba Bosch van Bunschoten (* 1768; † 10. Januar 1826 in Utrecht), der Tochter des Matthias Bosch von Bunschoten und der Anna Lucia Cramer van Veeren, ein. Aus den Ehen sind keine Kinder bekannt.

## Weblink
- Catalogus Professorum Academiae Rheno-Traiectinae